# 桜川 (東京都)
桜川（さくらがわ）は、
1. 東京都中央区にかつて存在した運河。
2. 東京都港区をかつて流れていた川、または溝渠。

## 桜川（中央区）

### 流路と歴史

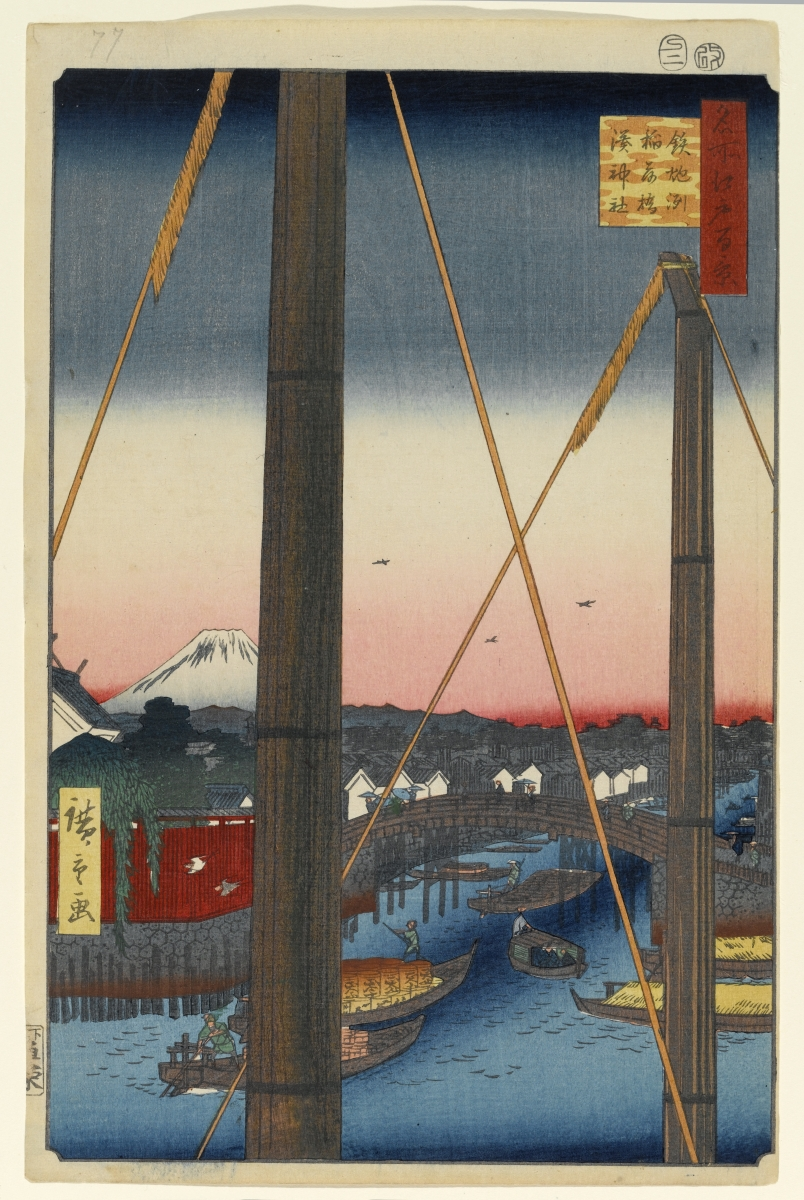
鉄炮洲 稲荷橋 湊神社
（歌川広重画）

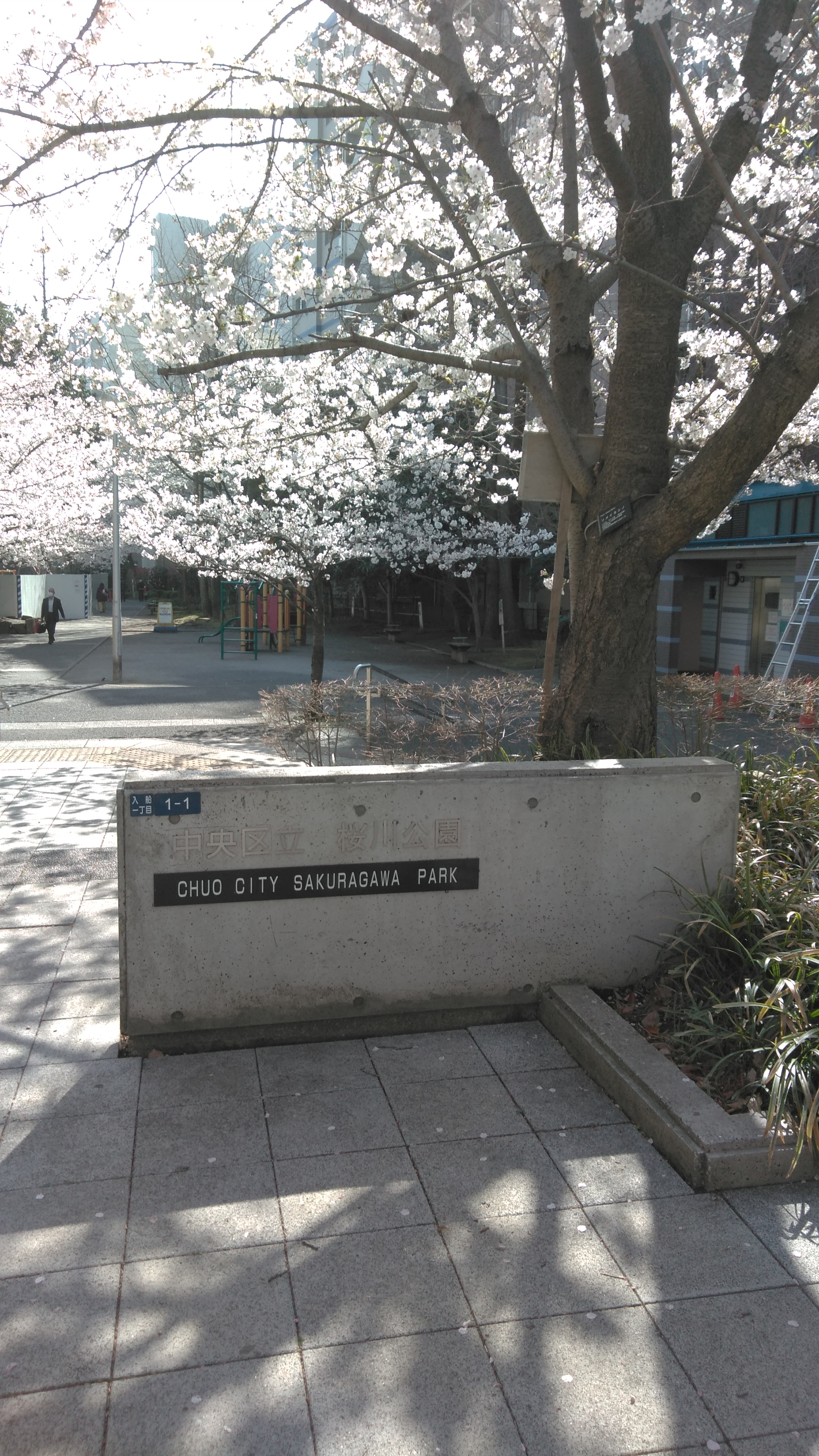
桜川公園

現在の首都高速道路京橋出入口付近から鍛冶橋通りを東へ進み、亀島川に至るまでの区間に存在した水路。水路北側に北桜河岸、南側に南桜河岸があった。
古く八丁堀と呼ばれ、現在でも付近の地名としてこの名が定着しているが、桜川の別名も用いられた。
現在では、その北岸にあたる帯状の土地の全域が、八丁堀四丁目に割り当てられている。
京橋川・楓川より亀島川を連絡する運河として1612年に開削されたといわれる。
水路として利用されていたが、1960年代に上流部、1970年代に中流部、1980年代に最後まで残った八丁堀橋から下流も埋め立てられ、水路としての桜川は完全に姿を消した。
桜橋、中ノ橋間の跡地に労働スクエア東京が建てられ、中ノ橋、八丁堀橋間の跡地に桜川公園が作られた。労働スクエア東京は2004年に解体され、跡地に中央区立京橋図書館などを含めた複合施設本の森ちゅうおうが2019年7月に着工され、2022年12月4日にオープンした。

### 橋梁
西から順に、
- 新桜橋（北緯35度40分25.8秒 東経139度46分23.3秒 / 北緯35.673833度 東経139.773139度）
- 桜橋（北緯35度40分25.3秒 東経139度46分27.1秒 / 北緯35.673694度 東経139.774194度）
- 中ノ橋（北緯35度40分25.3秒 東経139度46分35.2秒 / 北緯35.673694度 東経139.776444度）
- 八丁堀橋（北緯35度40分25.1秒 東経139度46分42.9秒 / 北緯35.673639度 東経139.778583度）
- 稲荷橋（北緯35度40分25秒 東経139度46分48.5秒 / 北緯35.67361度 東経139.780139度）

川自体が埋め立てられたため、すべて現存しない。

### 関連河川・水路
- 亀島川
- 楓川
- 京橋川
- 三十間堀川

## 桜川（港区）

### 流路と歴史
もともと、新宿区若葉付近から赤坂御用地内の池を経て赤坂見附側へ下り、のちの溜池にあたる低湿地（現在の外堀通りの位置）を経て、虎ノ門と愛宕山の間あたりで当時の日比谷入江に注いでいた、小規模な川であった。
上流部を鮫川とも呼んだ。
江戸時代に入り日比谷入江が埋め立てられ、また外濠の整備が進められると同時に、人工の流路へと付け替えられたとされる。
付け替え後の流路はおおむね、溜池に並行してそのすぐ南を南東へ流れ、虎ノ門南方で南へ折れ、愛宕山と増上寺の東を南流して、将監橋（しょうげんばし）のたもとで古川に注ぐものであったが、途中ではいくつもの細流に分かれ、市中の側溝的な役割を果たしていた。
現在は全てが埋め立てられるか、下水道に転用されている。

### 支流
もともと、以下のような支流があった。
- 清水谷 - 千代田区紀尾井町付近を南流
- 大刀洗川 - 現在[いつ?]の檜町公園の池などから北東へ向かう流れ
- ドン・キホーテ六本木店の裏あたりから北東へ向かう流れ

いずれも江戸市街整備以降は暗渠化・側溝化され、川らしい体裁を失っていたと思われる。なお、外濠の整備の一環として弁慶濠が開削されたことにより、清水谷からの流れは断ち切られている。